# Cosmetura mikuraensis
Cosmetura mikuraensis är en insektsart som beskrevs av Tadao Kano och O. Tominaga 1988. Cosmetura mikuraensis ingår i släktet Cosmetura och familjen vårtbitare.

## Underarter
Arten delas in i följande underarter:
- C. m. mikuraensis
- C. m. hachijyoensis
- C. m. toshimaensis